# Vetenskapsåret 1947

## Händelser

### Antropologi
- 7 augusti - Thor Heyerdahls balsaträflotte Kon-Tiki stöter på grund vid Raroias rev på Tuamotuöarna efter en 101 dagar (start 28 april) lång, 6900 kilometer (4300 engelska mil) lång resa över Stilla havet, för att visa att förhistoriska folk kan ha rest från Sydamerika.[1]

### Astronomi
- 12 februari - En meteorit med en uppskattad massa av nära 900 ton träffar jorden i östra Sibirien, Sovjetunionen cirka 440 kilometer norr om Vladivostok [2]..
- Astronomi - En solfläck som täcker ett område som bedöms till över 9 miljarder kvadratkilometer upptäcks [3].

### Biologi
- Okänt datum - Oxford Swift-forskningsprojektet, baserat vid Oxfords universitets naturhistoriska museum, startas av David och Elizabeth Lack. Det pågick ännu 60 år senare.[4][5]

### Fysik
- 2 juni - Shelter Island Conference om kvantmekanik hålls i New York.[6]
- 15 augusti - Den experimentella kärnreaktorn 'GLEEP' (Graphite Low Energy Experimental Pile) startas för första gången vid Atomic Energy Research Establishment, Harwell, Oxfordshire, som blir den första reaktorn i Västeuropa.
- Okänt datum - Chuck Yeager blir den första människan att bryta ljudvallen.

### Medicin
- Okänt datum - Det första antithyroidläkemedlet, propylthiouracil, introduceras i USA.[7]

### Teknik
- 30 januari - Svensk patent första Ericofon (patent-nr SE118470),[8] LM Ericsson
- 10 juni - Premiärvisning Saab 92001,[9] första Saab-bilen, Linköping, serietillverkning startar 12 december 1949 på Saab-fabriken i Trollhättan.
- 29 juli - Efter att ha stängts av den 9 november 1946 för ombyggnad slås ENIAC, en av världens första digitala datorer, på igen efter minnesuppgradering. It will remain in continuous operation until October 2, 1955.[10]
- Okänt datum - Transistorn uppfinns.
- Okänt datum - Karl-Ragnar Åström konstruerar den första svenska frontlastaren.

## Pristagare
- Bigsbymedaljen: George Hoole Mitchell [11]
- Copleymedaljen: Godfrey Harold Hardy
- Davymedaljen: Linus Pauling
- Nobelpriset: [12]
  -     - Fysik: Edward V Appleton
    - Kemi: Robert Robinson
    - Fysiologi/medicin: Carl Cori, Gerty Cori, Bernardo Alberto Houssay
- Wollastonmedaljen: Joseph Burr Tyrrell [13]

## Födda
- 15 juni - Alain Aspect, fransk fysiker.
- 2 november - Håkan Lans, svensk uppfinnare.

## Avlidna
- 7 april - Henry Ford (född 1863), amerikansk industrialist, uppfinnare av det löpande bandet, grundare av Ford Motor Co.

### Fotnoter
1. ↑  ”Wood Raft Makes 4,300-Mile Voyage”. This Day in History. BBC. http://www.history.com/this-day-in-history/8/7.
2. ↑  Astronomi, Tom McGowen, 1979
3. ↑  Så funkar rymden, Stuart Atkinson, 1990
4. ↑  ”The swifts in the tower”. Oxford University Museum of Natural History. Arkiverad från originalet den 11 mars 2011. https://web.archive.org/web/20110311033849/http://www.oum.ox.ac.uk/visiting/swifts/index.htm. Läst 17 mars 2011.
5. ↑  Lack, Andrew; Overall, Roy (2002). The Museum Swifts: the story of the swifts in the tower of the Oxford University Museum of Natural History. Oxford University Museum of Natural History. ISBN 0954272609
6. ↑  ”The Shelter Island Conference”. The National Academies. Arkiverad från originalet den 1 april 2010. https://web.archive.org/web/20100401055459/http://www7.nationalacademies.org/archives/shelterisland.html. Läst 10 april 2011.
7. ↑  Skugor, Mario; Wilder, Jesse Bryant (2009). The Cleveland Clinic Guide to Thyroid Disorders. New York: Kaplan Publishing. sid. 71. ISBN 978-1-4277-9969-2. https://books.google.se/books?id=9SBfdGubm0YC&pg=PR2&lpg=PR2&dq=The+Cleveland+Clinic+Guide+to+Thyroid+Disorders&source=bl&ots=f0Jx4IBI-S&sig=Z0sCv8hXqFG_vEJBXC2Cs_LP5AI&hl=sv&sa=X&ved=0ahUKEwiEuPKn0sbWAhVFJJoKHQ3WBCk4ChDoAQg6MAI#v=onepage&q=The%20Cleveland%20Clinic%20Guide%20to%20Thyroid%20Disorders&f=false
8. ↑   patent SE118470, Svensk Patentdatabas /PRV.se (läst 23 april 2025)
9. ↑   Saab 50 år, Saabklubben.se (läst 10 maj 2025)
10. ↑  ”July 29, 1947”. Britannica. http://www.britannica.com/facts/10/40900528/July-29-1947-After-being-shut-off-on.
11. ↑  ”Geological Society”. Arkiverad från originalet den 5 juni 2011. https://web.archive.org/web/20110605101836/http://www.geolsoc.org.uk/gsl/society/history/page753.html. Läst 13 april 2011.
12. ↑  ”Nobelpriset”. http://nobelprize.org/nobel_prizes/lists/all/index.html. Läst 10 april 2011.
13. ↑  ”Geological Society”. Arkiverad från originalet den 5 juni 2011. https://web.archive.org/web/20110605102217/http://www.geolsoc.org.uk/gsl/society/history/page750.html. Läst 14 april 2011.